# 道奇鎮區 (愛荷華州迪比克縣)
道奇鎮區（英語：Dodge Township）是位於美國愛荷華州迪比克縣的一個行政鎮區。

## 地方資料
根據2010年美國人口普查的數據，道奇鎮區的面積為94.78平方千米，當中陸地面積為94.70平方千米，而水域面積為0.08平方千米。當地共有人口1204人，而人口密度為每平方千米12.7人。